# Саури Рианчо, Дульсе Мария
Дульсе Мария Саури Рианчо (исп. Dulce María Sauri Riancho; род. 14 августа 1951, Мерида, Юкатан, Мексика) — государственный и политический деятель Мексики. С 1991 по 1994 год занимала должность губернатора Юкатана, став первой женщиной на этому посту. В настоящее время работает конгрессменом законодательного собрания LXII созыва конгресса Мексики, а также является председателем палаты депутатов (эквивалентно спикеру палаты в других странах).

## Биография
Во время пребывания на посту губернатора Юкатана были проведены реформы, которые реструктурировали производство хенекена в этом штате. Была построена платная автодорога между Меридой и Канкуном также была построена и начала действовать во время ее правления.
Изучала социологию в Ибероамериканском университете. С 1977 по 1982 год работала в Федеральном государственном управлении на различных должностях: планирование технической помощи в области социального программирования (1975—1977); министерство программирования и бюджета штата Коауила (1977—1979); координатор информационной комплексной программы развития сельских районов (1979—1982) и руководитель отдела министерства планирования и оценки бюджета штата Юкатан (1979—1982).
С 1981 года была активным членом Институционально-революционной партии. Работала депутатом в конгрессе Юкатана и федеральным депутатом в нижней палате конгресса Мексики (от четвёртого округа Юкатана, 1982-85). С 1988 по 1991 год занимала пост федерального сенатора, представляющего штат Юкатан. После пребывания на посту губернатора Юкатана (1991—1994) вернулась в нижнюю палату федерального правительства, где работала в период с 1994 по 1996 год. С 1995 по 2000 год работала координатором Национальной программы для женщин и одновременно входила в Национальную комиссию для женщин с 1996 по 1999 год. Занимала должность председателя Межамериканской комиссии женщин в Организации американских государств с 1998 по 2000 год.
В 1999 году стала председателем Институционально-революционной партии, но проиграла на выборах 2000 года, при этом отказалась уйти в отставку, оставаясь председателем партии до 2002 года. С 2000 по 2006 год работала в верхней палате конгресса Мексики. Во время своего пребывания в сенате занимала должность председателя Азиатско-Тихоокеанского комитета по международным отношениям. Также была членом Комитета по международным отношениям, Комитета по международным отношениям Северной Америки и Комитета по финансам и государственному кредитованию.

## Примечание
1. 1 2 3  Beetham, David. Parliament and Democracy in the Twenty-First Century: a Guide to Good Practice. — Inter-Parliamentary Union, 2007. — P. 203. — ISBN 978-92-9142-366-8.
2. ↑  Sáenz, Rodolfo Canto. Del henequén a las maquiladoras : la política industrial en Yucatán, 1984–2001 :  []. — 1a. — México : Instituto nacional de administración pública, 2001. — ISBN 968-6080-33-3.
3. ↑  México, gobernadoras (исп.). Glifos Comunicaciones AC. Mexico: Glifos Comunicaciones AC. Дата обращения: 17 августа 2015. Архивировано из оригинала 26 сентября 2020 года.
4. 1 2  Dulce Maria Sauri Riancho (исп.). Network Policy. Mexico City, Mexico: El Universal (2014). Дата обращения: 17 августа 2015. Архивировано из оригинала 24 сентября 2015 года.
5. 1 2  Dulce María Sauri Riancho (исп.). Terra. Terra Networks México (2014). Дата обращения: 27 сентября 2020. Архивировано из оригинала 24 августа 2012 года.
6. ↑  Nuestro Partido (исп.). PRI. Partido Revolucionario Institucional. Дата обращения: 17 августа 2015. Архивировано из оригинала 30 июля 2015 года.